# Le cosmicomiche
Le Cosmicomiche è una raccolta di 12 racconti scritti da Italo Calvino tra il 1963 e il 1964, in origine pubblicati per la maggior parte sui periodici Il Caffè e Il Giorno tra il 1964 e 1965, successivamente ripubblicati sotto forma di raccolta da Einaudi nel 1965. 

## Struttura della raccolta
I racconti sono storie umoristiche e paradossali relative all'universo, all'evoluzione a tempo e spazio. Questa raccolta comprende solo i primi racconti di Calvino di questo genere. Una qualche confusione può essere generata dal fatto che altre raccolte di racconti di Calvino, La memoria del mondo e altre storie cosmicomiche (Club degli Editori, 1968) e Cosmicomiche vecchie e nuove (Garzanti, 1984) fanno parte della serie di racconti fantastici "cosmicomici" e i racconti che le compongono sono spesso indicati nella loro globalità come Cosmicomiche (per l'esattezza il volume La memoria del mondo e altre storie cosmicomiche comprende alcuni racconti originari de Le Cosmicomiche, e alcuni da Ti con zero (Einaudi, 1967), aggiungendone altri nuovi; in Cosmicomiche vecchie e nuove sono compresi i racconti già compresi nei volumi precedenti, con diverso ordine: tutti sono quindi stati raccolti in ultimo nel volume dal titolo Tutte le cosmicomiche).
Tra le molte traduzioni in altre lingue, è da notare che in francese la raccolta è stata tradotta da Jean Thibaudeau.

## Contenuto
Il testo della raccolta omonima è una vera e propria esplosione di fantasia: i racconti, che vengono narrati in prima persona dal protagonista, il vecchio Qfwfq, prendono spunto da nozioni scientifiche, principalmente astronomiche, per costruire dei racconti surreali e esilaranti: i racconti sono preceduti da un breve paratesto in corsivo che fornisce degli elementi scientifici, o parascientifici, al lettore; il racconto vero e proprio, sotto forma di monologo, prende spunto da questo paratesto; il racconto Tutto in un punto per esempio, partendo dalla teoria del Big Bang avvenuto 13,7 miliardi di anni fa, parla di un nugolo d'insoliti personaggi costretti a una strana coabitazione: non esistendo ancora la materia i personaggi sono costretti in un unico punto, il punto iniziale della grande esplosione.
In uno degli altri racconti della raccolta, il protagonista si trova ad avere a che fare con uno strano dialogo, attraverso dei segni incisi su pianeti, con un interlocutore che si trova in un'altra galassia (a cui si aggiungono altri nel corso della storia). L'interattività degli scambi è però condizionata dai lunghi tempi di percorrenza della luce: ne nascono esilaranti equivoci che saranno destinati a rimanere tali per sempre dal momento che il destino di espansione dell'universo fa sì che il dialogo sia destinato a interrompersi nel momento in cui le due galassie si allontaneranno l'una dall'altra a velocità superiore a quella della luce.

## Elenco dei racconti
I racconti che compongono la prima raccolta (con indicazione della prima stampa) sono:
- La distanza della luna (Il Caffè, XII, 4, novembre 1964, pp. 3-14)
- Sul far del giorno (ivi, pp. 14-23)
- Un segno nello spazio (ivi, pp. 23-30)
- Tutto in un punto (ivi, pp. 30-33)
- Senza colori (Il Giorno, 11 aprile 1965)
- Giochi senza fine (ivi, 24 ottobre 1965)
- Lo zio acquatico (ivi, 1º maggio 1964, con il titolo Lo zio pesce)
- Quanto scommettiamo (direttamente in volume)
- I Dinosauri (direttamente in volume)
- La forma dello spazio (l'Espresso, 14 novembre 1965)
- Gli anni-luce (direttamente in volume)
- La spirale (direttamente in volume)

## Adattamenti
Il racconto Tutto in un punto fu adattato per la televisione italiana nel 1979 all'interno della miniserie Racconti di fantascienza.

## Edizioni
- Le Cosmicomiche, Collana Supercoralli, Einaudi, Torino, 1965.
- La memoria del Mondo e altre storie Cosmicomiche, Collana Un libro al mese, Club del Libro, Milano, 1968[3]
- La memoria del mondo e altre storie Cosmicomiche, Collana Biblioteca Giovani n. 50, Einaudi, Torino, 1975.[4]
- Le Cosmicomiche, Collana Nuovi Coralli n.198, Einaudi, Torino, 1978.
- Cosmicomiche vecchie e nuove, Collana Narratori moderni, Garzanti, Milano, 1984.[5]
- Le Cosmicomiche, Collana Gli elefanti, Garzanti, Milano, 1988.
- Le Cosmicomiche, in Romanzi e racconti, vol. II, Collana I Meridiani, Mondadori, Milano 1992, pp. 79-221 e note pp. 1318-44.
- Le Cosmicomiche, Collana Oscar Opere di Italo Calvino, Mondadori, Milano, 1993; Con uno scritto di Eugenio Montale, Collana Oscar, Mondadori, 2011; Collana Oscar Moderni, Mondadori, 2017.
- La memoria del mondo e altre storie cosmicomiche, Collana Oscar Opere di Italo Calvino, Mondadori, Milano, 1997.[6]
- Tutte le Cosmicomiche, a cura di Claudio Milanini, Collana Oscar Grandi classici n.75, Mondadori, Milano, 1997-2016, ISBN 978-88-046-7106-0.